# 中華法系
中華法系（ちゅうかほうけい）は、中国という国で生活している人々が長い間に作成してきた法の全体をさす言葉であり、世界史上に、ローマ法系、インド法系、イスラム法系、大陸法系、英米法系とならぶ法系の一つである。

## 中華法系の法律思想

### 「天罰」と「神判」
「始於兵（戦争から始める）」、「師出以律（律で戦争を指揮する）」、「兵獄同制（戦争と処罰は同一制度である）」などの言葉からわかるように、中華法系の法源は戦争中の需要から始まり、中華法系における最初の法は軍事行動の過程で形成された軍法から脱皮したものと推測できる。「黄帝以兵定天下、此刑之大者（黄帝は戦争を通じて天下を抑え、これは最も厳しい刑罰である）」とも言われるように、法は「刑」と密接な繋がりをもつ。中華法系のもう一つの内容は礼である。中国法制史に関する主流の説によると、礼は祭祀から発生したものである。古代の人々は祭祀活動を行う際、礼器を用いて畏怖の念を表す。その過程で自然神や先祖を祭り上げ、「礼」すなわち幸福を祈願する典礼儀式が形成された。『詩経』「豊年」にも豊作に感謝して農事に関する祭事が行われたとの記述がある。「刑」と「礼」は中国古代法を構成する二つの基本体系である。しかし、当時の社会生産力は非常に低く、人々の自然界に対する認識能力も低かったため、社会に素朴な「天命」や「鬼神」の迷信思想が氾濫していた。夏代や商代では例外なく、自己の政権は「受命於天（天に政権を授与された）」とその正当性を主張し、敵への討伐は「代行天罰（天のかわりに懲罰を行う）」として天の力を借りなければならなかった。

### 「明徳慎罰」
紀元前11世紀に、周の武王は商王朝政権を滅亡させ、周王朝を樹立した。周代は西周と東周に分かれ、西周王朝は紀元前770年に首都を洛邑に移すまで、12人の国王の交代を経て200年余にわたり支配を続けた。西周王朝は比較的発達した宗族国家として商王朝の天命鬼神思想を受け継いだが、「受命於天」（天に政権を授与された）と自称した夏代や商代の政権が「命不於常」（政権が長続きしなかった）という認識から「敬事上帝」（神を敬愛し、それに仕える）のみでなく「不可不敬徳」（道徳を重んじなければならない）ことを悟った。このことから西周王朝の支配者は「敬徳保民」（道徳を尊敬し、民を保護する）という政治思想と「明徳慎罰」（道徳を顕彰し、刑罰を慎む）という法律思想を打ち出した。西周初期の周公旦は、「天惟時求民主」（天はいつも民意を求める）、「民之所欲、天必従之」（民の欲するところ、天は必ずそれに従う）と繰り返し強調した。もちろん「明徳慎罰」の思想は刑罰を放棄するものではない。造反に立ちあがった「小人」に対しては「刑茲無赦」（刑罰を加えて赦すべからず）だった。さらに、これら「明徳慎罰」と「刑茲無赦」の法律思想の下、「刑罰世軽世重」の原則を定め、「刑新国用軽典、刑平国用中典、刑乱国用重典」（社会秩序が良い所は軽い刑罰で臨み、社会秩序が普通の所は中程度の刑罰で臨み、社会秩序の乱れている所は重い刑罰で臨む）を採った。このようにして、西周王朝の支配者は天と徳、徳と刑を巧みに結びつけ、夏、商代の刑罰一点張りから徳礼を以って民を教化し、刑罰による弾圧を控え、人間、事情、時期、地方の相違に応じた異なる刑罰措置を採るように変わった。徳と刑の両立する法律思想と法の実践は西周王朝支配者の統治術の進歩と成熟を表し、中華法系思想の大きな発展を示す。

### 「徳治・人治」・「尚同の治」・「無為の治」・「法治」
紀元前770年に周王朝が、首都を宗周から成周へ移転してから、紀元前221年に秦の始皇帝による中国最初の統一政権の成立までは、東周または春秋戦国時代と呼ばれる時代である。この時期中国古代社会は大動乱、大変革の時期に入り、各種の政治思想や法律思想の流派が競い合った。「諸子百家」とも呼ばれる知識人たちが各国の為政者に、国をいかに収め、さらにその先に天下を如何に統一させるかという道理を説いて回った。主な流派として、儒家、墨家、道家と法家があげられる。
- 春秋時代末期の孔子と戦国時代の孟子を中心とする儒家が「徳治」や「人治」を唱えた[5]。孔子は、礼を通じての内面的な徳性と政治思想としての礼治との両面を重んじたが、孟子は、礼の内面化を志向した[7]。孔子は当時の社会大変革に不満を感じ、西周王朝の宋法等級秩序や伝統的な礼楽制度を復活させるために諸公に奔命し、「為政以徳」（政治を為すには道徳を頼りにしなければならない）という徳治思想と「為政在人」（政治を為すには人にあり）の人治思想を打ち出した[8]。国家を治めるためには「在於得賢人也」（道徳修養の素晴らしい人を得ることにある）と主張した[8]。孔子の思想の忠実な祖述者を以って自任し[9]、孔子の後を受け継いだのが孟子である[8]。当時の中国の情勢は、急速に勢力を拡大した秦を台風の目として列強はいずれも侵攻と防衛に明け暮れていた[8]。孟子は諸国を駆け巡り「仁義」の言葉に代表される理想主義的な王道政治を諸国の君主に説いた[9]。先に孔子は、自己修養を強調する「仁学」の思想を説いていたが、孟子はこれを発展させた「仁政」の思想、すなわち「施仁政於民、省刑罰、薄税斂」（仁政を民に施し、刑罰を省き、租税を軽減する）、「以徳服人」（道徳をもって人を従わせる）を強く主張した[8]。孟子の説く王道主義をよく表すのが、いわゆる「五十歩百歩」の成語である[10]。梁の恵王が「自分は隣国よりも心を尽くして治政を行っているのに、自国の人口は増えず、隣国の人口も減らない。何故だと思うか」と孟子に尋ねると、孟子は「凶作で餓死者が出ても、倉を開いて救うことはしない。民が死ねば『自分のせいではない。凶作のせいだ』という。これでは人を刺し殺しながら『自分のせいではない。刃物のせいだ』というのと、どこが違いましょう（五十歩百歩）。王様が餓死者がでても凶作のせいにせず、自分で責任を引き受けられるようになるなら、天下の民は王様のもとに集まってまいりましょう。」と答えた[11]。妥協なき「王道政治」の理想と現実のギャップを突き付け、王に厳しく反省を迫るものであった[11]。このように孟子の思想には「民こそが主人公」という愛情の政治が核心をなしている[11]。孟子の「王道政治」の理想の根幹をなすのが、「性善説」と「井田制（せいでんせい）」である[12]。性善説については、『孟子』（滕文公篇上）に「孟先生は人の先天的な性質が善いことを述べ、言う時は決まって堯や舜の人格を引き合いに出す」と述べている[12]。井田制については、同書に「一里四方九百畝の田土を井の字型に分け、中央の田を公田とし、八家族はいずれも（公田の周囲の）私田百畝をもち、共同で公田を経営する。公田の仕事（耕作・収穫）を終えてから、私田の仕事をする」とする[12]。これは公田の収穫を税として納入し、各家族は私田の収穫で生活するというものであり、均分主義の理想的な考えであったが、現実的に実施するのは困難であった[12]。
- 戦国時代初期の墨子によって作られた墨家は、「尚同の治」を主張した[8]。墨子は民衆の立場に立ち、各諸公間で頻繁に行われた覇権争いの戦争に反対し、「兼愛」と「非攻」の思想を打ち出し、「尚賢」（出身を問わず有能な者を抜擢する）を主張した[8][13]。「兼愛」とは、単なる博愛ではなく、無差別愛のことである[14]。墨子は、差別することから争いが起こると考え、儒家の「仁」にもとづく愛を「別愛」として批判した[14]。「兼愛」では、お互いがお互いの利益を考えることになるため、これを「交利」という。また「非攻」とは、単なる非戦論・戦争反対主義ではなく、他国と争わないで相手の立場を保障することである[14]。墨子はまた、「官無常貴而民無終賎」（官吏は永遠に尊いものではなく、民衆は終始賎しいものではない）、「賞当賢、罰当暴、不殺不辜、不失有罪」（有能な者を奨励し、乱暴な者を処罰すべき、無実な者を殺さず、有罪の者を漏らさず処罰する）と主張し、「尚同」（法の前の平等）の思想を提起し、法律の適用についても全ての人々を平等に扱い、社会秩序の統一を図ることを強調した[8]。
- 「無為の治」を主張したのは、春秋後期の老子と戦国時期の荘子よって創立された道家である[8]。老子は夏、商、周代で形成された宋法等級制度が崩壊していく社会危機に直面して救いようがないと感じ、国家を治める最も良い方法は「我無為而民自化」（支配者は何もなさずに民は自ら進化していく）とし、「無為の治」を唱えた[8]。彼はまた、「人法地、地法天、天法道、道法自然」（人間は大地に従い、大地は天に従い、天は道に従い、道は自然に従う）を主張し、あらゆる人為的な法治つや礼儀規範に反対した[15]。老子のこの「道は自然に従う」の思想を極端にまで発展させ、絶対的な「無為」の主張をしたのが、荘子である[15]。荘子は、いわば隠者の哲学であり、儒家が現実社会への働き掛けを重視することに対し、徹底的な批判と揶揄の姿勢をとった[16]。
- 「法治」の主張を打ち出したのは法家である[15]。法家は春秋時代後期の管仲、子産、鄧析等によって形成され、戦国時代の李悝、商鞅、慎到等により発展され、韓非子が仕上げた学派である[15]。春秋戦国のすさまじい社会変革に伴い、天命神権の思想が疑われ、「軽天重民」の思想が台頭してきた。「夫民、神の主也」（民とは神の主である）、「国将興、聴於民、将亡、聴於神」（民衆の意思に従えば国家は発展していく。神の意志に従えば亡びていく）との声はその変化を表したものである[15]。子産はさらに「天道遠、人道迩、非所及也」（天道は遠く、人道は近く、天道は人道に及ばない）を指摘し、人間と神との主従関係を逆転させ、「天罰神判」の法律思想を否定した[17]。儒家が人知、徳治や礼治思想による統治を主張したのに対し、鄧析は「事断於法」（法に従い裁判を行う）と、また管仲は「君臣上下貴賎皆従法」（君主であろうと、臣下であろうと、貴族であろうと、民衆であろうと、全て法律に従わなければならない）と、それぞれ主張した[17]。商鞅は「縁法而治」（法による支配）の法治の主張を鮮明に掲げた[17]。韓非子はさらに「以法為本」の思想を唱え、法本位の思想を唱えた[17]。法家の思想には、以下の3つの側面がある[17]。<1>まず刑罰には等級がなく、何人に対しても法の適用は平等にすべきという主張の側面がある[17]。商鞅は「自卿相将軍以到大夫庶人、有不従王令、犯国禁、乱上制者、罪死不赦。有功於前、有敗於後、不為損刑、有善於前、有過於後、不為虧法」（政府の大臣や軍隊の将軍から知識人や庶民まで、国王の命令に従わず、国家の法律を犯し、国家制度を損壊した場合、その罪が死刑に該当するなら死刑に処して赦さない。以前に功労を立てた者でも、その後罪を行った場合でも法の処罰から免れない[17]。善行の有った者でも、その後過ちを犯した場合でも法の処罰から免れない）と主張した[17]。<2>次に「重刑軽罪」「以刑去刑」の側面が指摘できる[17]。すなわち軽い犯罪でも厳しい刑罰で処罰し、重い刑罰を科して犯罪をなくすという「厳刑峻法」である[17]。<3>最後に、法を民衆に知らせるべく公開すべきであるとの主張の側面がある[17]。つまり民衆を国法に従わせ、犯罪に走らせないためには、法律を分かり易く作成し、全ての人々に知らしめなければならない[18]。そうすれば民衆も必ず法を遵守し、社会も安定するであろうという[18]。法家思想は、民衆の思想や行動を統一させるという点からは儒家や墨家の思想を上回るところがあり、秦国をはじめ多くの国によって採用された[18]。特に秦国は、商鞅を重用し、彼の改革の主張を採用し、法家の思想に基づき、政治や制度の改革を全面的に推進した[18]。そのため、秦の始皇帝は秦を弱国から強国に変身させ、中国の統一事業を成し遂げ、中国最初の中央集権国家を作り上げた[18]。法家の「以法為本、厳刑峻法」の法律思想は秦王朝において主導的地位を占めた[18]。筍子の弟子の韓非や李斯は法家として始皇帝の政治を支えた[19]。しかし、秦王朝は「厳刑峻法」の効用を過信しすぎたため、僅か25年しか存続できず、短命政権に終わった[18]。

### 「徳を主に、刑を輔に」
紀元前202年に立てられた漢王朝は秦王朝の滅亡の教訓を鑑み、法家の法律思想を敬遠し、「無為の治」を主張していた道家の法律思想を採りいれ、「約法省刑」（法律を簡略化させ、刑罰を緩和させる）を指導方針とした。
秦王朝法制を受け継ぎながら、その中の厳しい法律を廃止し、一部肉刑を廃止した。それと同時に、漢王朝前期の数10年間は、朝廷による民衆からの租税徴収を緩和させる政策も施行したため、民衆は秦王朝の恐怖政治から解放され、生産意欲が高まり、国富が史上の最盛期に達した。「文景の治」はまさにこの時期の繁栄を称えるものである。しかし、道家の「無為の治」を極端なまでに推し進めた結果、朝廷の統制力が次第に弱まり、紀元9年についに朝廷が王莽に乗っ取られ、農民一揆が頻発するようになった。光武帝劉秀は漢王朝を立て直し、首都を洛陽に移転し、後漢王朝の支配を始めた。漢武帝は法家の過度な残酷性の弊害と道家の過度な無為性の弊害を見極め、新しい法制の模索に取り組んだ。この過程で漢武帝は、儒学者董仲舒が打ち出した「百家を廃止し、独り儒学を尊ぶ」理論を受け入れた。この理論の核心は、儒家と法家を合流させ、道徳を中心に、刑罰を補助的なものにすることにあった。その理論的基礎は陰陽五行説である。董仲舒は、天地宇宙は陰陽の変化から構成されたものであり、両者はお互いを必要とし、一方は他方を欠いてはならないとする。しかし、両者は対等の地位にあるのではなく、陽が主で陰が二次的で、陰が陽を支えるものと説いた。さらに董仲舒は、天道を人事になぞらえ、天道と人事を一体化させ、道徳と刑罰との関係は陰陽関係と同様に、互いに表裏を為していると主張した。支配者は天道に従い、徳礼による教化を主に、刑罰による懲罰を補助的なものにすべきと主張した。すなわち道徳と刑罰を併用し、令と法を融合すべきと強調した。この法律思想は儒学の倫理道徳や礼教を利用して各種の社会関係を調整し、人々に自動的にそれを順守させ、君主専制主義の支配に服従させようとすると同時に、天道陰陽をもって徳礼と刑罰の関係を論証したため、刑罰に普遍性、永久性と神聖性の特徴を持たせた。そのためこの理論は統治者にとって都合のよいものであり、後漢から清代の崩壊までの約1900年間に亘り歴代支配者は例外なくこれを使い続けた。

### 「徳礼を本に為し、刑罰を用立てに為す」
三国、両晋、南北朝は王朝の交代が頻繁に行われ、各地で政権が林立する分裂と割拠の時代だった。この数百年にも及ぶ長い期間において、各王朝または国家は法律制定や法制の建設の面でさまざまな模索をしていた。例えば、西晋は史上初めて礼の内容を法律の条文として『晋律』に書きこみ、『北斉律』が新しい法律体系を作ったことなどは後世の法制に大きな影響を与えたものである。隋・唐代になって、中国は再び統一を実現した。特に唐王朝は300年以上続いた長期王朝で、大掛かりな法整備作業を行っていた。唐太宗李世民など唐初期の為政者は、隋王朝が建国後間もなく滅亡した教訓に鑑み、西周時代の「明徳慎罰」、後漢時代の「徳主刑輔」の法思想を参考に、「徳礼為政教之本、刑罰為政教之用」（道徳礼儀は政治教化の本とし、刑罰は政治教化の用立てとする）の法思想を提起した。また、この思想の指導をもとに、「立法寛簡、慎獄恤刑」の法制原則が打ち出された。その意味は以下のように説明される。第一に、刑名、刑期、法律の適用に関する原則、基準および具体的な内容について、立法は緩やかで、刑の適用は適切でなければならない。第二に、法律や法規の制定にあたり、法の条を簡潔化させ、分かりやすく書かなければならない。第三に、法律の条文から厳しい条項を排し、法を執行する時に、厳格に法に従い、有罪者に無罪を言い渡したり、無罪者に有罪を言い渡したりすることなく、刑罰の適用を慎重にしなければならない。

## 中華法系の形成と繁栄
中華法系において、漢字圏で使われている「法律」という用語の登場は遅く、それぞれ「刑」、「法」や「律」が使われていた。この三文字はみな法律のことを意味していたが、二文字の連用はずっと後のことである。清末の法制近代化の過程で、『大清刑律』という法律草案が公表されたが、その刑律とは、刑事法を意味し、広い概念の法律を意味するものではなかった。中国法制史上では、法律としての用語は刑から始まり、法を経て、律に定着したのである。夏、商、西周王朝から春秋時代まで、法律のことは「刑」と呼ばれていた。春秋時代に入ると、法律のことは「法」と呼ばれるようになった。法律のことが「律」として呼ばれたのは、秦国での法制改革を推進した時である。それ以降、清代に至る2100年間において、宋代に『刑統』、元代に『通制』と呼ばれた以外は、全て「律」と呼ばれていた。
唐代は、中華法系を爛熟させた王朝としてその功績を歴史に残している。律令法体系は、「律」「令」「格」「式」の4種類の法典から構成される法典の体系であるが、ここでいう「律」とは、「○○せよ」「○○するな」という規範と、それに違反した者への罰則を規定した刑罰基本法典である。『武徳律』から737年（開元25年）の「律」に至るまで、いずれの「律」も、隋時代の『開皇律』と同じく、名例律・衛禁律・職制律・戸婚律・厩庫律・擅興律・賊盗律・闘訟律・詐偽律・雑律・捕亡律・断獄律の12篇目で構成されていた「律」の文意を逐条的に明らかにする公的注釈書として作成された「律疏」も「律」と同等の効力をもった。一般に「唐律」といえば、開元25年の唐律を指す。この年に完成された『唐律疏議』は正に中華法系の集大成法典といってよい。現存している『唐律疏議』は法律と注釈合わせて全30巻、12編502箇条からなる。第1編「名例律」は、法定罪名、刑名および量刑の適用原則を定め、唐代の立法指導思想や法制原則を定める。第2編「衛禁律」は、皇帝、宮殿、太廟、陵墓および関津、軍隊の駐屯、国境防衛、要塞の守衛について定める。第3編「職制律」は、国家機関の設置と定員、国家官吏の選抜・任用・賞罰に関する行政的規定である。第4編「戸婚律」は、戸籍、土地、賦役、婚姻、家庭、相続に関する民事法律規定である。第5編「厩庫律」は、家畜の飼養・管理や倉庫管理および官有物管理を定める。第6編「擅興律」は、徴兵、軍事指揮、武器管理、戦闘規律および官有物所有に関わる規定である。第7編「賊盗律」は、謀反、反乱、殺人、強盗、誘拐、官私財産の不法占有等社会的犯罪を取り締まる規定である。第9編「詐偽律」は、詐欺、偽造、偽証等の犯罪行為の懲罰を定める。第10編「雑律」は、前記各編に収められない犯罪を規定し、内容は交通、計量、造幣、市場管理、医療衛生、公共施設、環境保護、倫理関係等を定める。第11編「捕亡律」は、主に捜査、逮捕等の手続きに関する規定である。第12編「断獄律」は、審判、判決、刑罰の執行、監獄管理に関して定める。この法典は、法体系の構成、条文の簡潔さ、概念の明晰さ、用語使用の適切さ、論理の綿密さ、注釈の理論的工夫等のあらゆる点で中華法系の空前絶後の高みに達したと言われる。また、この法典は中華法系の歴史に終止符がうたれた1911年まで歴代の法制に深甚な影響を与えた。のみならず東アジア諸隣国にも多大な影響を与えた。例えば日本の『大宝律令』のうち11編の題名と順序は唐律と全く同じであり、内容も似ているものが多かった。朝鮮においては「高麗一代の制度は大体唐を模倣したものであり、刑法についても唐律を採用した」と『高麗史』にも記されている。また、ベトナムや琉球王国および中央アジア諸国の古代法典の中からも唐律との源流関係を持つ法条文を見出すことができる。

## 中華法系の特徴
中華法系は習慣法時代を入れて計算すれば3千数百年、成文法の登場から起算すれば2千数百年にわたり、中国の法規範として適用され、中華文明の形成に大きく寄与した。世界史上の他の法系と比べて中華法系は共通する特徴もあれば、独特の特徴も持っている。
- 日本人学者浅井虎夫によれば、中華法系の特徴は3つあると指摘する[29]。<1>私法の規定が少なく、公法の規定がおおいこと[29]。<2>法典に定められたのは必ずしも定められた当時の現行法ではないこと[29]。<3>道徳的な要素が含まれていることである[29]。
- 陳願遠は、中華法系の特徴は、<1>礼教中心、<2>義務本位、<3>家族観点、<4>保育施設、<5>仁恕の崇拝、<6>訴訟の軽減、<7>法の適用の柔軟性、<8>裁判官の責任制の8つの特徴をあげる[29]。
- 張晋藩は、中華法系の特徴を以下の6つにまとめる[29]。<1>儒学の学説を基本的な指導思想と理論基礎にしているが、道家、仏教の教義も採用した[29]。<2>「礼に出れば刑に入り」と言うように、礼と刑を結びつけている[29]。<3>家族本位の倫理法が重要な位置を占めている[29]。<4>立法権と司法権は中央に集中し、司法と行政が合一化している[29]。<5>民事法と刑事法が各々独立した法典としては編まれていないが、一つの法体系の中に民事法、刑事法を含む諸法が分類され収められている[30]。<6>漢民族を主体とする各民族の法意識と法原則を融合させている[30]。